# DAITA
DAITA（ダイタ、伊藤大太、Daita Itoh, 1971年6月19日 - ）は、日本のロックミュージシャン、ギタリスト。東京都世田谷区出身。1995年、SIAM SHADEのギタリストとしてデビュー。
長きにわたって、氷室京介のツアーギタリストとして活動。独自で生み出した超絶テクニックはメロディアスでプログレッシブなギタースタイルで、日本が世界に誇るトップギタリスト。そのテクニックは世界最高のギタリストとして評されるジョー・サトリアーニが主催するツアー「G3」の日本公演に日本人として初めてゲストとして出演を果たす。
2013年には活動の幅を海外へ広げ、LAを本拠地に「Breaking Arrows」で全米デビュー。現在はソロ・ギタリストとしてのアルバム制作・ライブ活動のほか、様々なジャンルへの楽曲提供やゲーム音楽、映画音楽監督、サポートミュージシャンとして活動。
元アミューズ所属。

## 経歴
- 中学校時代に当時聴いていたハードロックの影響などでギターを弾き始める。また、当時から栄喜やNATCHINと知り合いであった。
- 高校時代はコンテストなどに多数出場し、卒業後はモデルや化石発掘などの様々なバイトをしながら多数のバンドに参加し、一時期は「武者修行」と称して行方不明になっていた時期もあったらしい。
- 1993年7月にSIAM SHADEに参加。その後のバンドとしての活動は該当の項目を参照のこと。
- 2002年3月10日にSIAM SHADEが解散した後、ソロ活動に入る。
- 2002年に韓国映画『火山高』のサウンドトラックを手がける。サントラ発売の12月4日には、その曲をライブで披露している。
- 2003年9月19日に本人の公式サイトからの通信販売限定でプロジェクトアルバム『DIRECT CHORD』を発表。
- 2003年11月19日に初のソロアルバム『EUPHONY』を発売する。本人の演奏映像などが納められたDVDとの2枚組。テレビ朝日系列で放送された『スカイハイ』（原作・髙橋ツトム、主演・釈由美子）の劇中でBGMとしても使用された「Suna no Shiro」など、全7曲を収録。
- 2003年以降、氷室京介のツアーギタリストを務めている。「めちゃくちゃ上手くてカッコいいよね」と氷室からも絶賛されている。
- 2004年6月28日にShibuya O-East（旧ON-AIR EAST)にてライブを行う。その模様はDVDに収録され、同年9月より本人のサイトで通信販売が開始。

2005年5月5日、Zepp Tokyoにてジョー・サトリアーニ率いる、ロックギタリストの饗宴と言われる「G3」の日本初公演にゲスト参加し、日本人で最初に「G3」の舞台を踏んだギタリストとなる。なお、この時のメインギタリストはメインのジョー以下、ジョン・ペトルーシ、スティーヴ・ヴァイの計3人でツアーを回っていた。
- 2005年7月現在、オリジナルのインストのライブやアルバム発表のほか、他アーティストへの楽曲提供などを中心に音楽活動を行っている。
- 2008年2月20日発売のAcid Black Cherryのアルバム『BLACK LIST』に1曲目の「sins」と2曲目の「少女の祈り」にギターで参加。なお、2曲目の「少女の祈り」ではドラムに淳士も参加している為、元SIAM SHADE同士で共演している。
- 2010年7月1日、第1期BINECKS完結。
- 2013年5月14日、DAITA率いるBREAKING ARROWSが1stシングル「TEARS FALLING HEAVY」をリリースし全米デビュー。以降、LAを拠点とし音楽活動を行っている。
- 2014年7月26・27日、横浜国際総合競技場で行われたももいろクローバーZのコンサート「ももクロ夏のバカ騒ぎ2014 日産スタジアム大会〜桃神祭〜」でサポートギタリストを務める。当日まで出演情報は解禁されずシークレット扱いであった。
- 2014年10月18日、さいたまスーパーアリーナで行われたLOUD PARKに出演した仮面女子のサポートギタリストを務める。LOUDNESSの山下昌良（ベース）、LUNA SEAの真矢（ドラム）との共演。
- 2016年4月から5月にかけて開催された氷室京介の「KYOSUKE HIMURO LAST GIGS」で、4地区全7公演でツアーギタリストを務める。

- 日本体操競技選手の村上茉愛へ楽曲を提供する。2017年10月8日に行われた体操世界選手権にて使用され、63年ぶりに女子ゆかでの金メダル獲得となった。

- 2021年6月30日ヴァイオリニスト宮本笑里と初のコラボレーション。DAITA作曲・編曲・プロデュースによる「Sony presents DinoScience 恐竜科学博～ララミディア大陸の恐竜物語～ 2021＠YOKOHAMA」の公式テーマ曲として制作された「ララミディア」を発売。

- 2022年8月6日千葉市蘇我スポーツ公園にて開催されたROCK IN JAPAN FESTIVAL 2022にももいろクローバーZのサポートギタリストを務める。

- 2022年9月17日滋賀県草津市烏丸半島芝生広場にて開催されたINAZUMA ROCK FES.2022にてももいろクローバーZのサポートギタリストを務める。

- 2022年9月24日福岡県北九州市ミクニワールドスタジアム北九州にて開催された北九州ロックフェスティバル2022にてももいろクローバーZのサポートギタリストを務める。

- 2023年3月24日「バンドやろうぜ！ドリームマッチ デュエル・ギグ2023 RAVEN／ADVENT」ライブイベントにて、「断罪のラファエル」ことラファエル（演：DAITA）がサプライズ登場。インスト曲「Lucifer D」を演奏し会場を沸かせた。

## 音楽性
- 洋楽のハードロックを好んで聴いていたことを度々公言している。好きなアーティストはドリーム・シアター、ジョン・ペトルーシ、ラッシュ、アレックス・ライフソン、エリック・ジョンソン、スティーヴ・ヴァイ、ジョー・サトリアーニ、ザック・ワイルド、山本恭司など、テクニカルなギタリストやバンドが多い。ドリーム・シアターのジョン・ペトルーシとは、来日公演の時によく雑誌での対談をしている。また、カナダのトリオバンド、ラッシュの熱狂的なファンであり、彼らが日本公演を行わない事から、わざわざアメリカまで彼らのライブを見に行った事がある。

- ギターテクニックについては、変拍子・速弾き・タッピング・フィンガーピッキング・アーミングまで幅広い。ボーカルの栄喜曰く「スーパーギタリストの中のスーパーギタリスト」。

- SIAM SHADE時代はトム・アンダーソン（逆襲のシャムのパンフレットでも楽器解説をしている）、シェクター、ESP、PRS（PVのLOVEにて赤い10topのPRS Custom 24で登場、緑のPRS CE 22でもライブハウスツアーで使われた製のギターを使用していた。ちなみにG3参加時に使用していたのは、赤のPRS。タバコサンバーストのCustom 24も所有。）を使用。最近はディーンやゼマティスなども使用している（本人のサイトにて所有するギターを多数見ることができる）。

- TOM ANDERSONに直接オーダーしたClassic(Bora Bora to Trans Blue Burst)は、KYOSUKE HIMURO TOUR 2007 IN THE MOODの「Claudia」「Say something」で初披露され、その後ソロライブTGE3(o-east)にてオープニング曲「ファンタジア」で使用した。

- 今までのキャリアで培ってきたノウハウを凝縮させたギターブランド、「G-Life Guitars」をプロデュース。「BlueLife」というモデルを、2007年11月18日 SIAM SHADE LIVE IN 武道館で初公開している。

- 2009年はソロ活動5周年となり「TGE FORUM 2009-5Anniversary-」(2009.6.13atShibuyaO-East)と称した記念公演を行った。巨大なスクリーンやレーザービームなどの演出の中、ミュージシャンをバックに全18曲を演奏した。この模様は、2009年11月19日発売のオンライン限定発売DVD(品番 SMDL-091119)で見る事ができる。使用したギターは全てG-Lifeで、DSG Alder、DSG Ash、BlackLife、BlueLifeと曲ごとに合わせてギターを使い分けている。

- ドラムの淳士はDAITAのことを「努力の天才」と評している。また、淳士はDAITA宅を訪れた際に「レコードショップが開店できそうだ」と驚嘆したくらい、様々なレコードが揃っていたとのこと。

- アルバム『SIAM SHADE II』の中で、「痙攣アームビブラート」や「逆チョップ」なる独特のプレイを考案している。

- 「ギターの練習は毎日12時間くらいしていた」と音楽雑誌のインタビューで語っていた。「リズムマシンと友達になろう」というコンセプトで練習をしていたようで、様々なテンポに合わせてギターの練習を繰り返していたらしい。

## 人物・エピソード
- 格闘技やバスケットボール、野球をはじめ、様々なスポーツが好きであるために熱い性格をしており、SIAM SHADE時代から「まだまだいけるよなー!!」といった観客をあおるようなMCが多かった。また、中学・高校とバスケットボールをやっていた名残で、ライブの時には腕にリストバンドをしている。ちなみに野球は大の巨人党。

- 自他共に認める大のアニメファン。SIAM SHADEの6thシングル「1/3の純情な感情」（フジテレビ系列放送アニメ、『るろうに剣心 -明治剣客浪漫譚-』オープニングテーマ）が発売されてバンドがブレイクした時には、そのマニアックぶりが当時の『岩男潤子と荘口彰久のスーパーアニメガヒットTOP10』でその事実がアニメラジオなどを通じて世間のアニメファンに知られる事になった。

- 椎名へきるが無名だったころからのSIAM SHADEのファンだったこともあり、1998年のアルバム等に楽曲提供やギター演奏などで参加していた。しかし、DAITAの演奏能力に椎名のヴォーカルがついていけず、椎名は「自分の無力さに涙した」と語っている。

- GLAYのギタリストHISASHIからは、「歳も同じく、デビュー時期も近い、アニメの趣味も合う」盟友と称されている[3]。

- 2009年に HISASHIが出演する音楽番組『RX-72』にDAITAが出演した際、当時立ち上げたばかりだったギターブランドG-Lifeの宣伝を行い、HISASHIが「今度の日産（ライブに）貸してこれ」というほどG-Lifeの弾きやすさを気に入ったことから、G-LifeのHISASHIモデルが作られた。2010年6月12日に渋谷C.C.レモンホール(現渋谷公会堂)で行われた、DAITAの15周年記念LIVE THE GUITAR EMISSION - D-ISM - 15th AnniversaryにHISASHIがゲスト出演、HISASHIモデルのギターが初披露された。

- 頻繁にラーメンの写真をTwitterに投稿している。ラジオ番組で「ラーメンが食べられなきゃ生きている意味がなくなっちゃう」と発言するほどのラーメン好き。その他、蕎麦や寿司等の和食も好きである。

- 2011年に肋骨を骨折した状態で氷室京介のツアーサポートを務め、過酷なスケジュールの中「肋骨ちゃんガンバーーー☆」と軽いノリのツイートを投稿しつつ、ツアーを終えている。

- 最近ハマっているマンガを、twitterで頻繁にツイートしている。好きなマンガは『ゴルゴ13』、『進撃の巨人』、『ONE PIECE』などで、近年は特に『弱虫ペダル』を男のバイブルとして紹介している。[4]

## ディスコグラフィー

### オリジナルアルバム
| 発売日         | タイトル    |
| -------------- | ----------- |
| 2003年11月19日 | EUPHONY     |
| 2008年6月7日   | FANTASIA    |
| 2019年11月19日 | Melodicfall |
|                |             |

### プロジェクトアルバム
| 発売日         | タイトル     |
| -------------- | ------------ |
| 2003年9月19日  | DIRECT CHORD |
| 2006年11月19日 | DIRECT MODE  |
| 2012年6月9日   | DIRECT THIRD |
| 2022年11月19日 | DIRECT WORD  |
| 2023年1月11日  | DIRECT WORD  |

### ライブアルバム
| 発売日         | タイトル                                   |
| -------------- | ------------------------------------------ |
| 2005年10月11日 | THE GUITAR EMISSION:DAITA SECOND IMPACT    |
| 2010年11月19日 | THE GUITAR EMISSION:D-ISM-15th Anniversary |

### DVD
| 発売日         | タイトル                                           |
| -------------- | -------------------------------------------------- |
| 2004年9月      | THE GUITAR EMISSION 2004:DAITA FIRST IMPACT        |
| 2006年1月11日  | THE GUITAR EMISSION 2005:DAITA SECOND IMPACT       |
| 2009年1月11日  | THE GUITAR EMISSION 2008:DAITA THIRD IMPACT        |
| 2009年11月19日 | TGE FORUM 2009:THE GUITAR EMISSION 5th Anniversary |
| 2010年11月19日 | THE GUITAR EMISSION 2010:D-ISM-15th Anniversary    |
| 2011年11月11日 | THE GUITAR EMISSION 2011:START OF NEW LEGEND       |
| 2013年1月11日  | THE GUITAR EMISSION 2012:TGE DIRECT THIRD          |
| 2013年11月11日 | THE GUITAR EMISSION 2013:Universal Tone            |
| 2014年11月11日 | THE GUITAR EMISSION 2014:Force Ten                 |
| 2015年10月10日 | THE GUITAR EMISSION 2015:OMEGA Ω                   |
| 2016年9月30日  | THE GUITAR EMISSION D-LAB - Research Result        |
| 2017年10月28日 | THE GUITAR EMISSION - G13                          |
| 2018年6月9日   | DAITA Solo Works 15th Anniversary - UNTIL          |
| 2019年2月14日  | THE GUITAR EMISSION - WHITE HOLE                   |

### サウンドトラック
- ヴォルケーノ・ハイ（『火山高』日本公開版BGM集） - VOLCANO HIGH (2002年12月4日)

### オムニバスアルバム
- 祭囃子〜ゲームトリビュート (1998年5月21日)

M-11「ストリートファイターII 〜オープニング」
- The songs for DEATH NOTE the movie 〜the Last name TRIBUTE〜 (2006年12月20日)

M-14「The Distorted World 〜Lead to spin off L〜」
- GUNDAM UNPLUGGED 〜アコギ de ガンダム A.C.2009〜 (2009年12月9日)

M-13「風にひとりで（劇場版『機動戦士ガンダムII 哀 戦士編』挿入歌
- シリーズ累計350万枚のセールスを記録しているリラクシング・ミュージック・コンピレーション「image」シリーズの最新アルバム「image22」に宮本笑里×DAITA：Laramidiaが収録された。(2022年8月3日)

### その他
- Sony Presents DinoScience 恐竜科学博 ララミディア大陸の恐竜物語公式テーマ曲「Laramidia」を発表！(2021年6月30日) 作曲/編曲/プロデュースを担当！ヴァイオリニスト宮本笑里とかつてないロックギターとヴァイオリンのコラボを実現させた。

- 「バンドやろうぜ！ドリームマッチ デュエル・ギグ2023 RAVEN／ADVENT」ライブイベントにて、「断罪のラファエル」ことラファエル（演：DAITA）がサプライズ登場。インスト曲「Lucifer D」を演奏。（2023年3月24日）

- 【エンタメ研究】1998年が売上ピーク。J-POPブームはなぜ生まれ、なぜ消えたのか。シャムシェイド「1/3の純情な感情」の生みの親が語る「J-ROCKの歴史」